# Letališče Sremska Mitrovica
Letališče Sremska Mitrovica (srbska latinica Aerodrom Sremska Mitrovica) je letališče v Srbiji, ki primarno oskrbuje Sremsko Mitrovico.